# 伯利兹区
伯利兹区（英語：Belize District），是伯利兹的一个省，首府是全国最大城市暨舊首都伯利兹城。